# Junko Tanaka
Junko Tanaka, född den 2 oktober 1973 i Shizuoka, Japan, är en japansk konstsimmare.
Hon tog OS-brons i lagtävlingen i konstsim i samband med de olympiska konstsimstävlingarna 1996 i Atlanta.